# بيسنترين
بيسنترين أو فندق بسنترين (بالإندونيسية: Pesantren - Pondok Pesantren)‏ هي مدارس داخلية إسلامية في إندونيسيا. وفقا لأحد للتقاليد الشعبية، البيسنترين نظام تعليم نشأ من التقاليد الجاوية pondokan والتي تعني المهاجع أو النزل; تشبه أشرام (ashram) عند الهندوس أو فيهارا عند البوذيين لتعلم الفلسفات الدينية، فنون الدفاع عن النفس و التأمل. يوجد الكثير من المؤسسات المشابهة في العالم الإسلامي
وتسمى pondok في ماليزيا و جنوب تايلاند و تسمي المدرسة الإسلامية (madrasa Islamia) في الهند وباكستان و الكثير من أنحاء العالم باللغة العربية. البيسنترين تهدف إلى تعميق المعرفة من القرآن الكريم، ولا سيما من خلال دراسة اللغة العربية، دراسة التفسير، وأحايث النبي، القانون والمنطق. مصطلح pesantren مشتق من جذر الكلمة santri أو الطالب -- pe-santri-an أو مكان santri
كمؤسسات اجتماعية، لعبت البيسنترين دورا رئيسيا على مر القرون.
..هي تؤكد القيم الجوهرية من الصدق والبساطة والاستقلالية الفردية والتضامن وضبط النفس. يتم فصل الشباب والشابات عن عائلاتهم، مما يساهم في الشعور بالالتزام الفردي بالإيمان والترابط الوثيق مع المعلم.

## الوصف

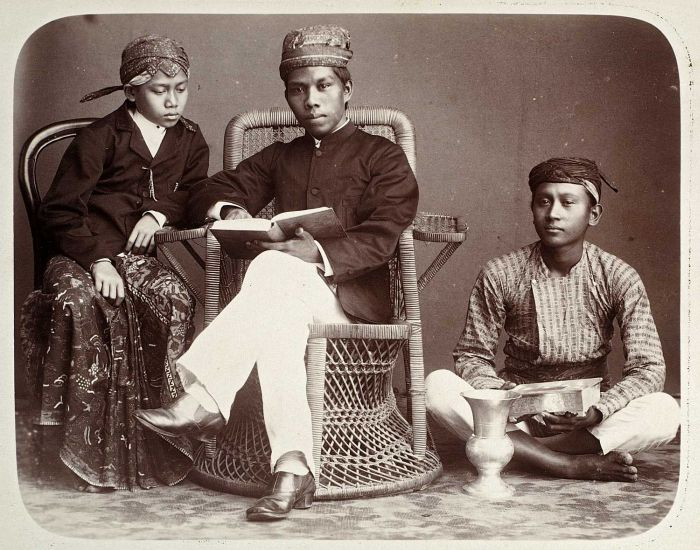
بورتريه استوديو لمعلم بيسنترين (في الوسط) مع تلميذه (يسار) و موظف. فترة الإحتلال الهولندي.

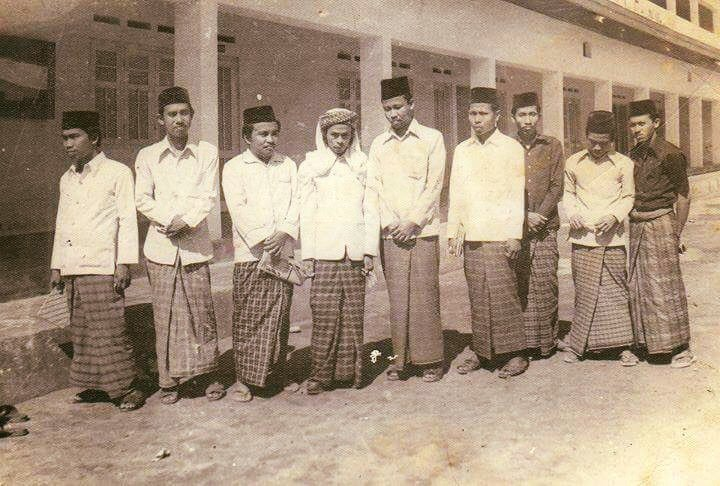
كياي والمعلمون أمام البيسنترين

معظم 'البيسنترين' توفر سكن أو سكن للمعيشة بتكلفة منخفضة أو بدون تكلفة للطلاب (Santri). يتم تنفيذ نوعين من نظم التعليم على مدار اليوم. الطلاب في البيسنترين لديهم ما يقرب من 20 ساعة من الأنشطة بدءا من صلاة الصباح الباكر ابتداء من الساعة 4 صباحا حتى منتصف الليل حيث ينهوا المساء مع مجموعة دراسة في المهجع. خلال النهار، يحضر الطلاب المدرسة الرسمية
(وهي إلزامية حتى المدرسة الثانوية بحلول عام 2005)
مثل أي طالب خارج البيسنترين، وفي وقت متأخر بعد الظهر والمساء، يجب أن يحضروا شعائر دينية متبوعة بدراسات دينية ودراسات جماعية لإكمال واجباتهم المدرسية.
البيسنترين يتم توفيرها للمواطنين الاندونيسيين بتكلفة منخفضة ؛ على الرغم من أن بعض البيسنترين الحديثة تفرض رسومًا أعلى من السابق، فهي لا تزال أرخص بكثير من المؤسسات التعليمية غير البيسنترين. النمط التقليدي كان للطلاب للعمل في حقول أرز مدير المدرسة في مقابل الغذاء والمأوى والتعليم.
كل البيسنترين  بقيادة مجموعة من المعلمين والقيادات الدينية المعروفة باسم Kyai. يتم احترام الكياي كمعلم ورجل ورع. تلعب الكياي أيضًا دورًا مهمًا في المجتمع كزعيم ديني وفي السنوات الأخيرة كشخصية سياسية.يوجد العديد من عائلات الكياي لديها تاريخ طويل من الخدمة في هذا الدور. بعض الكياي المعاصرة هي أحفاد وأحفاد أحفاد الشخصيات التاريخية الشهيرة الذين أسسوا البيسنترين معروفة جيدا. 
بدءا من النصف الثاني من القرن العشرين، بدأ بعض البيسنترين بإضافة مواضيع علمانية إلى مناهجهم كطريقة للتفاوض على الحداثة. أثرت إضافة المناهج المعترف بها من قبل الدولة على البيسنترين التقليدية في عدد من الطرق. وقد أدى إلى مزيد من السيطرة من قبل الحكومة الوطنية. كما يقتصر عدد الساعات المتاحة عن الموضوعات التقليدية لصنع القرارات الصعبة. العديد من قادة البيسنترين قررت أن تدريب القادة الدينيين ليس الغرض الوحيد منها وهي الآن راض أن يتخرج الشباب من الرجال والنساء الذين لديهم أخلاق الكياي. أدى انخفاض ساعات العمل المتاحة الآن إلى إتقان اثنين من المناهج الدراسية إلى تغييرات عملية. في حين أنه لا يزال من الممكن لأطفال الفقراء العمل في مشاريع الكياي الاقتصادية (أكثر من مجرد حقول الأرز هذه الأيام)، إن معظم الآباء والأمهات سوف تدفع كل من غرفة ومجلس و رسوم دراسية صغيرة
. الوقت الذي كان يقضيه في العمل، هو الآن يمضيه في التعليم العلماني.
منهج البيسنترين الدراسي لديه أربعة مكونات: 
- التربية الدينية التقليدية، ويدعي ngaji (القرآن الكريم)
- مناهج حكومية معترف بها (هناك نوعان مختلفان للاختيار من بينها ).
- التدريب على المهارات المهنية.
- تنمية وتطوير الشخصية.

البيسنترين تختلف إلى درجة أنها تشارك كل من هذه المكونات، ومع ذلك نشعر أن تنمية الشخصية للطلاب هو السمة المميزة لأي بيسنترين.
من خلال إعادة تصميم مناهج البيسنترين انخرط الناس في عملية (إعادة)تخيل الحداثة. يجب أن نتصور أن الحداثة قد تكون خطرة من حيث الأخلاق التي غالباً ما تصاحبها. فيجب أن يتم تصورها على أنها قابلة للاسترداد. أنه يمكن فصله عن مجموعة من الأخلاق «الإشكالية» وإعادة ربطها بالأخلاق الإسلامية .
أحد أبرز رموز البيسنترين في إندونيسيا هو عبد الرحمن وحيد (Gus Dur)، الرئيس السابق لإندونيسيا. كان متعلما جيدا في pesantren خلال شبابه ونشأ كحفيد لكياي، مؤسس إحدى المنظمات السياسية الدينية الإندونيسية نهضة العلماء. عبد الرحمن وحيد نفسه كان نفسه رئيس هذه المنظمة من عام 1984 حتى عام 1999، بعد فترة رئاسته لاندونيسيا عاد عبد الرحمن وحيد إلى التدريس في بيسنترين  في Ciganjur.